# Cneo Cornelio Léntulo (cónsul 201 a. C.)
Cneo o Gneo Cornelio Léntulo  (m. 184 a. C.) fue un político y militar romano de los siglos III y II a. C. perteneciente a la gens Cornelia.

## Familia
Léntulo fue miembro de los Cornelios Léntulos, una rama familiar patricia de la gens Cornelia. Fue hijo de Lucio Cornelio Léntulo Caudino; hermano de Lucio Cornelio Léntulo, Servio Cornelio Léntulo y Publio Cornelio Léntulo Caudino; y padre de Lucio Cornelio Léntulo Lupo, Cneo Cornelio Léntulo y, quizá, de Paula Cornelia, esposa de Cneo Cornelio Escipión Hispalo.

## Carrera pública
Luchó en la batalla de Cannas siendo tribuno militar de una de las ocho legiones que participaron en esa batalla. Cuando el cónsul Lucio Emilio Paulo fue derribado, Léntulo le ofreció su caballo para huir, pero éste se lo negó y le dijo que se salvase.
Fue cuestor en el año 212 a. C.; edil curul con su hermano Lucio Cornelio Léntulo en 204 a. C.; cónsul en 201 a. C.
Deseaba para él la provincia de África que le permitiría concluir la guerra contra Cartago, pero esta gloria fue reservada para Escipión el Africano por el Senado. Léntulo tuvo el mando de la flota en la costa de Sicilia con orden de pasar a África si fuera necesario. Escipión solía decir, que si no fuera por la codicia de Léntulo, podría haber destruido Cartago.
Fue procónsul en Hispania Citerior en 199 a. C. y obtuvo una ovación por sus servicios. Murió en el año 184 a. C.